# Micromonas pusilla
Micromonas pusilla és una espècie d'alga verda unicel·lular. Es tracta d'una de les cèl·lules eucariotes més petites conegudes. Presenta un únic flagel. Micromonas pusilla forma part del fitoplàncton